# Ryo Rack Classic Championship 2017
Die Ryo Rack Classic Championship 2017 war ein 8-Ball-Poolbillardturnier, das vom 12. bis 15. Juli 2017 im Steinway Billiards im New Yorker Stadtteil Astoria in den Vereinigten Staaten ausgetragen wurde. Es war das dritte Turnier der World Pool Series (WPS).
Sieger wurde der Amerikaner Skyler Woodward, der im Finale den Engländer Darren Appleton mit 6:3 und 6:2 besiegte. Den dritten Platz belegten Eklent Kaçi, der Sieger des zweiten WPS-Turniers, und Radosław Babica.
Im Vorrundenmatch gegen Mika Immonen gelang Chris Melling im dritten Spiel eine viel beachtete Clearance. Der Engländer spielte dabei eine Kombination, einen Masséstoß und versenkte einen Ball über vier Banden.
Das parallel stattfindende Challengeturnier, die Simonis Challenge, gewann der Finne Mika Immonen im Finale gegen den Philippiner Lee Van Corteza.

## Modus
Die 62 Teilnehmer traten bis zum Achtelfinale im Doppel-K.-o.-System gegeneinander an und anschließend im K.-o.-System. In der Doppel-K.-o.-Phase wurde ein Satz auf elf beziehungsweise neun Gewinnspiele gespielt, der mit einem Vorsprung von zwei Spielen gewonnen musste. Bei einem Stand von 10:10 beziehungsweise 8:8 wurde ein Shootout gespielt, bei dem beide Spieler fünf Bälle aus vorgegebener Position spielten und pro versenkten Ball einen Punkt erhielten. In der Finalrunde wurden im Best-of-3-Modus mehrere Sätze gespielt. Innerhalb der Sätze werden sechs Gewinnspiele gespielt, wobei erneut mit einem Vorsprung von zwei Punkten gewonnen werden muss. Beim Stand von 6:6 wurde in den ersten beiden Sätzen ein Entscheidungsspiel gespielt, im dritten Satz wurde der Sieger in einem Shootout ermittelt.

## Preisgeld
|                 | Preisgeld  |
| --------------- | ---------- |
| Sieger          | 14.000 US$ |
| Finalist        | 7.000 US$  |
| Halbfinalist    | 4.500 US$  |
| Viertelfinalist | 3.000 US$  |
| Achtelfinalist  | 2.000 US$  |
| 17.–32. Platz   | 700 US$    |
| Gesamt          | 69.200 US$ |

## Vorrunde

### Hauptrunde
|                   | Ergebnis           |                   |
| ----------------- | ------------------ | ----------------- |
| Jimmy Rivera      | 5:11               | Jorge Rodríguez   |
| Lee Kang          | 11:2               | Jamison Neu       |
| Raymond Linares   | 10:10 (s. o.: 2:3) | Imran Majid       |
| Marc Vidal        | 11:5               | Jason Bensinger   |
| Kyle Pepin        | 6:11               | Karen Corr        |
| Mario He          | 11:7               | Manny Pérez       |
| Michael Yednak    | 7:11               | Ralf Souquet      |
| Alexander Kazakis | 9:11               | Tommy Tokoph      |
| Blair Levandowski | 5:11               | Skyler Woodward   |
| Jennifer Barretta | 10:10 (s. o.: 2:4) | Adam Monture      |
| Tony Robles       | 10:10 (s. o.: 3:2) | Brandon Shuff     |
| Shaun Wilkie      | 11:0               | Ron Mason         |
| Ben Crawley       | 8:11               | Frankie Hernandez |
| Martin Daigle     | 6:11               | Michael Wong      |
| Adam Mscisz       | 1:11               | Chris Melling     |

|                    | Ergebnis           |                 |
| ------------------ | ------------------ | --------------- |
| Lee Van Corteza    | 9:11               | Ahmed Aldulaimi |
| Ahmed Aly Elsayed  | 8:11               | Jason Klatt     |
| Radosław Babica    | kl.                | Ahmad Samman    |
| Alan Rolon         | 6:11               | Billy Thorpe    |
| Mark Gray          | 11:0               | Greg Mitchell   |
| Sean Morgan        | 3:11               | Dennis Hatch    |
| Johnny Archer      | 11:8               | Besar Spahiu    |
| Waleed Majid       | 5:11               | Karl Boyes      |
| Thorsten Hohmann   | 11:1               | Carl Khan       |
| Sharik Aslam Sayed | 10:10 (s. o.: 3:1) | Warren Kiamco   |
| Zion Zvi           | 11:9               | Anthony Perez   |
| Elvis Rodriguez    | 3:11               | Denis Grabe     |
| Mika Immonen       | 11:7               | Rob Pole        |
| Sierra Reams       | 1:11               | Hunter Lombardo |
| Corey Deuel        | 11:5               | April Larson    |

### 1. Siegerrunde
|              | Ergebnis           |                   |
| ------------ | ------------------ | ----------------- |
| Eklent Kaçi  | 11:7               | Jorge Rodríguez   |
| Lee Kang     | 3:11               | Imran Majid       |
| Marc Vidal   | 6:11               | Karen Corr        |
| Mario He     | 11:3               | Ralf Souquet      |
| Tommy Tokoph | 9:11               | Skyler Woodward   |
| Adam Monture | 9:11               | Tony Robles       |
| Shaun Wilkie | 10:10 (s. o.: 4:3) | Frankie Hernandez |
| Michael Wong | 11:7               | Chris Melling     |

|                  | Ergebnis           |                    |
| ---------------- | ------------------ | ------------------ |
| Ahmed Aldulaimi  | 7:11               | Jason Klatt        |
| Radosław Babica  | 11:4               | Billy Thorpe       |
| Mark Gray        | 11:3               | Dennis Hatch       |
| Johnny Archer    | 8:11               | Karl Boyes         |
| Thorsten Hohmann | 4:11               | Sharik Aslam Sayed |
| Zion Zvi         | 11:8               | Denis Grabe        |
| Mika Immonen     | 11:4               | Hunter Lombardo    |
| Corey Deuel      | 10:10 (s. o.: 2:4) | Darren Appleton    |

### 1. Verliererrunde
|                   | Ergebnis         |                   |
| ----------------- | ---------------- | ----------------- |
| Jamison Neu       | 9:7              | Raymond Linares   |
| Jason Bensinger   | 3:9              | Kyle Pepin        |
| Manny Pérez       | 2:9              | Michael Yednak    |
| Alexander Kazakis | 9:2              | Blair Levandowski |
| Jennifer Barretta | 4:9              | Brandon Shuff     |
| Ron Mason         | 2:9              | Ben Crawley       |
| Martin Daigle     | 8:8 (s. o.: 0:2) | Adam Mscisz       |

|                 | Ergebnis         |                   |
| --------------- | ---------------- | ----------------- |
| Lee Van Corteza | 9:3              | Ahmed Aly Elsayed |
| Ahmad Samman    | kl.              | Alan Rolon        |
| Greg Mitchell   | 8:8 (s. o.: 1:0) | Sean Morgan       |
| Besar Spahiu    | 5:9              | Waleed Majid      |
| Carl Khan       | 1:9              | Warren Kiamco     |
| Anthony Perez   | 9:7              | Elvis Rodriguez   |
| Rob Pole        | 9:2              | Sierra Reams      |

### 2. Verliererrunde
|                   | Ergebnis         |                  |
| ----------------- | ---------------- | ---------------- |
| Jimmy Rivera      | kl.              | Corey Deuel      |
| Jamison Neu       | 8:8 (s. o.: 2:4) | Hunter Lombardo  |
| Kyle Pepin        | 2:9              | Denis Grabe      |
| Michael Yednak    | 2:9              | Thorsten Hohmann |
| Alexander Kazakis | 9:4              | Johnny Archer    |
| Brandon Shuff     | 4:9              | Dennis Hatch     |
| Ben Crawley       | 5:9              | Billy Thorpe     |
| Adam Mscisz       | 3:9              | Ahmed Aldulaimi  |

|                 | Ergebnis         |                   |
| --------------- | ---------------- | ----------------- |
| Lee Van Corteza | 7:9              | Chris Melling     |
| Alan Rolon      | 9:6              | Frankie Hernandez |
| Greg Mitchell   | 4:9              | Adam Monture      |
| Waleed Majid    | 9:4              | Tommy Tokoph      |
| Warren Kiamco   | 9:3              | Ralf Souquet      |
| Anthony Perez   | 6:9              | Marc Vidal        |
| Rob Pole        | 8:8 (s. o.: 1:3) | Lee Kang          |
| April Larson    | 8:8 (s. o.: 2:0) | Jorge Rodríguez   |

### 2. Siegerrunde
|                 | Ergebnis |              |
| --------------- | -------- | ------------ |
| Eklent Kaçi     | 11:6     | Imran Majid  |
| Karen Corr      | 4:11     | Mario He     |
| Skyler Woodward | 11:9     | Tony Robles  |
| Shaun Wilkie    | 11:2     | Michael Wong |

|                    | Ergebnis |                 |
| ------------------ | -------- | --------------- |
| Jason Klatt        | 5:11     | Radosław Babica |
| Mark Gray          | 5:11     | Karl Boyes      |
| Sharik Aslam Sayed | 11:8     | Zion Zvi        |
| Mika Immonen       | 6:11     | Darren Appleton |

### 3. Verliererrunde
|                   | Ergebnis         |                  |
| ----------------- | ---------------- | ---------------- |
| Corey Deuel       | 9:5              | Hunter Lombardo  |
| Denis Grabe       | 9:5              | Thorsten Hohmann |
| Alexander Kazakis | 6:9              | Dennis Hatch     |
| Billy Thorpe      | 8:8 (s. o.: 0:2) | Ahmed Aldulaimi  |

|               | Ergebnis         |              |
| ------------- | ---------------- | ------------ |
| Chris Melling | 8:8 (s. o.: 2:1) | Alan Rolon   |
| Adam Monture  | 5:9              | Waleed Majid |
| Warren Kiamco | 9:1              | Marc Vidal   |
| Lee Kang      | 8:8 (s. o.: 2:4) | April Larson |

### 4. Verliererrunde
|                 | Ergebnis |              |
| --------------- | -------- | ------------ |
| Corey Deuel     | 9:3      | Michael Wong |
| Denis Grabe     | 6:9      | Tony Robles  |
| Dennis Hatch    | 9:7      | Karen Corr   |
| Ahmed Aldulaimi | 5:9      | Imran Majid  |

|               | Ergebnis |              |
| ------------- | -------- | ------------ |
| Chris Melling | 9:3      | Mika Immonen |
| Waleed Majid  | kl.      | Zion Zvi     |
| Warren Kiamco | 5:9      | Mark Gray    |
| April Larson  | 4:9      | Jason Klatt  |

## Finalrunde
|  | Achtelfinale | Achtelfinale       | Achtelfinale | Achtelfinale | Achtelfinale |  |  | Viertelfinale | Viertelfinale   | Viertelfinale | Viertelfinale | Viertelfinale |  |  | Halbfinale      | Halbfinale | Halbfinale | Halbfinale | Halbfinale |  |  | Finale | Finale | Finale | Finale | Finale |
|  |              |                    |              |              |              |  |  |               |                 |               |               |               |  |  |                 |            |            |            |            |  |  |        |        |        |        |        |
|  |              | Eklent Kaçi        | 4            | 7            | 6            |  |  |               |                 |               |               |               |  |  |                 |            |            |            |            |  |  |        |        |        |        |        |
|  |              | Chris Melling      | 6            | 6            | 0            |  |  |               | Eklent Kaçi     | 7             | 6             |               |  |  |                 |            |            |            |            |  |  |        |        |        |        |        |
|  |              | Mario He           | 6            | 6            |              |  |  |               | Mario He        | 6             | 1             |               |  |  |                 |            |            |            |            |  |  |        |        |        |        |        |
|  |              | Tony Robles        | 2            | 3            |              |  |  |               |                 |               |               |               |  |  | Eklent Kaçi     | 7          | 5          | 5          |            |  |  |        |        |        |        |        |
|  |              | Skyler Woodward    | 7            | 6            | 6            |  |  |               |                 |               |               |               |  |  | Skyler Woodward | 6          | 7          | 7          |            |  |  |        |        |        |        |        |
|  |              | Dennis Hatch       | 6            | 7            | 3            |  |  |               | Skyler Woodward | 6             | 6             |               |  |  |                 |            |            |            |            |  |  |        |        |        |        |        |
|  |              | Shaun Wilkie       | 2            | 1            |              |  |  |               | Jason Klatt     | 3             | 2             |               |  |  |                 |            |            |            |            |  |  |        |        |        |        |        |
|  |              | Jason Klatt        | 6            | 6            |              |  |  |               |                 |               |               |               |  |  | Skyler Woodward | 6          | 6          |            |            |  |  |        |        |        |        |        |
|  |              | Radosław Babica    | 6            | 4            | 6            |  |  |               |                 |               |               |               |  |  | Darren Appleton | 3          | 2          |            |            |  |  |        |        |        |        |        |
|  |              | Corey Deuel        | 4            | 6            | 3            |  |  |               | Radosław Babica | 6             | 6             | 6             |  |  |                 |            |            |            |            |  |  |        |        |        |        |        |
|  |              | Karl Boyes         | 2            | 4            |              |  |  |               | Zion Zvi        | 7             | 3             | 4             |  |  |                 |            |            |            |            |  |  |        |        |        |        |        |
|  |              | Zion Zvi           | 6            | 6            |              |  |  |               |                 |               |               |               |  |  | Radosław Babica | 4          | 6          | 2          |            |  |  |        |        |        |        |        |
|  |              | Sharik Aslam Sayed | 3            | 3            |              |  |  |               |                 |               |               |               |  |  | Darren Appleton | 6          | 4          | 6          |            |  |  |        |        |        |        |        |
|  |              | Imran Majid        | 6            | 6            |              |  |  |               | Imran Majid     | 3             | 1             |               |  |  |                 |            |            |            |            |  |  |        |        |        |        |        |
|  |              | Darren Appleton    | 6            | 6            |              |  |  |               | Darren Appleton | 6             | 6             |               |  |  |                 |            |            |            |            |  |  |        |        |        |        |        |
|  |              | Mark Gray          | 2            | 5            |              |  |  |               |                 |               |               |               |  |  |                 |            |            |            |            |  |  |        |        |        |        |        |